# Вовінкел (Пенсільванія)
Вовінкел (англ. Vowinckel) — переписна місцевість (CDP) в США, в окрузі Клеріон штату Пенсільванія. Населення — 130 осіб (2020).

## Географія
Вовінкел розташований за координатами 41°24′17″ пн. ш. 79°13′53″ зх. д. / 41.40472° пн. ш. 79.23139° зх. д. (41.404700, -79.231296).  За даними Бюро перепису населення США в 2010 році переписна місцевість мала площу 6,39 км², з яких 6,38 км² — суходіл та 0,01 км² — водойми.

## Демографія
Згідно з переписом 2010 року, у переписній місцевості мешкало 139 осіб у 58 домогосподарствах у складі 43 родин. Густота населення становила 22 особи/км².  Було 127 помешкань (20/км²).
Расовий склад населення:
| - 99,3 % — білих |

До двох чи більше рас належало 0,7 %. Частка іспаномовних становила 0,7 % від усіх жителів.
За віковим діапазоном населення розподілялося таким чином: 22,3 % — особи молодші 18 років, 62,6 % — особи у віці 18—64 років, 15,1 % — особи у віці 65 років та старші. Медіана віку мешканця становила 42,3 року. На 100 осіб жіночої статі у переписній місцевості припадало 98,6 чоловіків;  на 100 жінок у віці від 18 років та старших — 100,0 чоловіків також старших 18 років.
За межею бідності перебувало 7,3 % осіб, у тому числі 0,0 % дітей у віці до 18 років та 25,0 % осіб у віці 65 років та старших.
Цивільне працевлаштоване населення становило 66 осіб. Основні галузі зайнятості: виробництво — 28,8 %, роздрібна торгівля — 21,2 %, сільське господарство, лісництво, риболовля — 21,2 %.